# Bathycuma magnum
Bathycuma magnum är en kräftdjursart som beskrevs av Jones 1969. Bathycuma magnum ingår i släktet Bathycuma och familjen Bodotriidae. Inga underarter finns listade i Catalogue of Life.